# Колонизация Луны

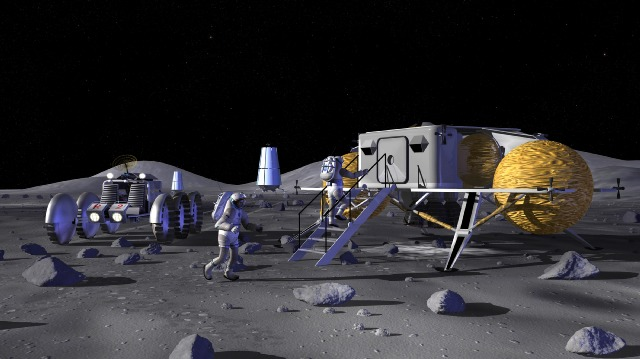
Лунная база (в представлении художника)

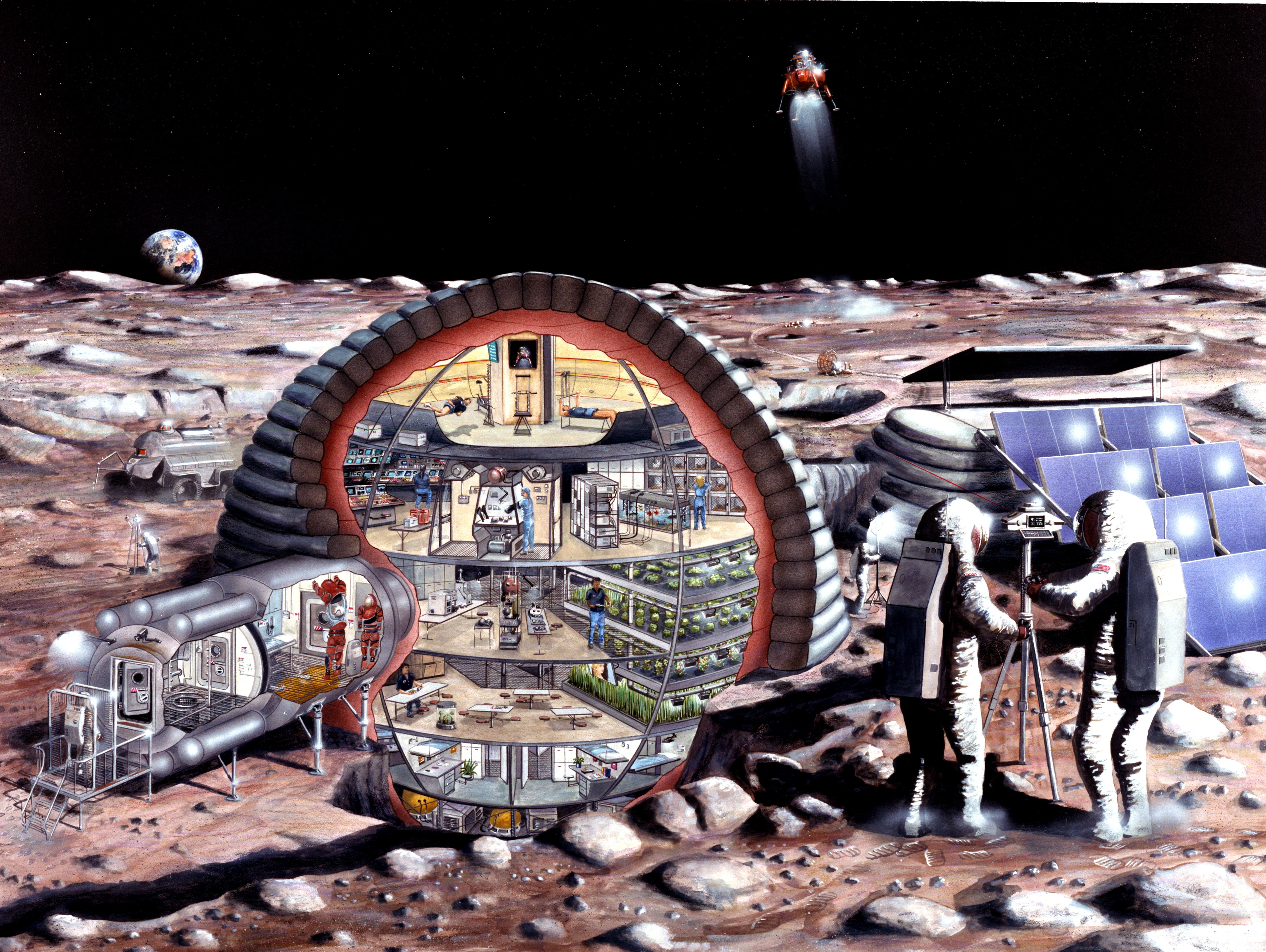
Лунная база с надувным модулем; эскиз НАСА

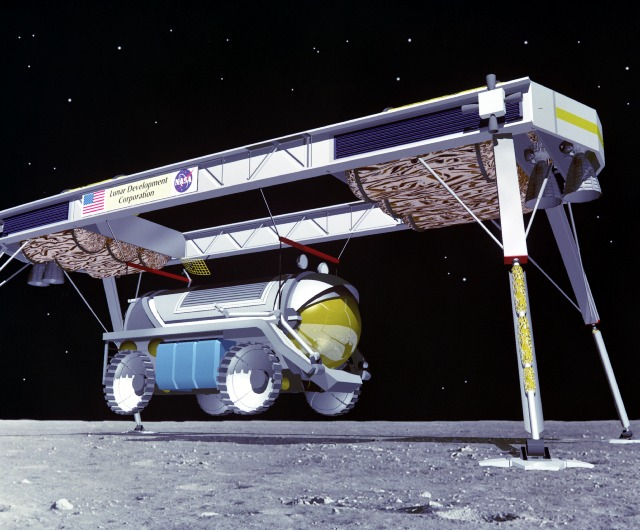
Лунный вездеход, выгружаемый с грузового космического корабля; эскиз НАСА

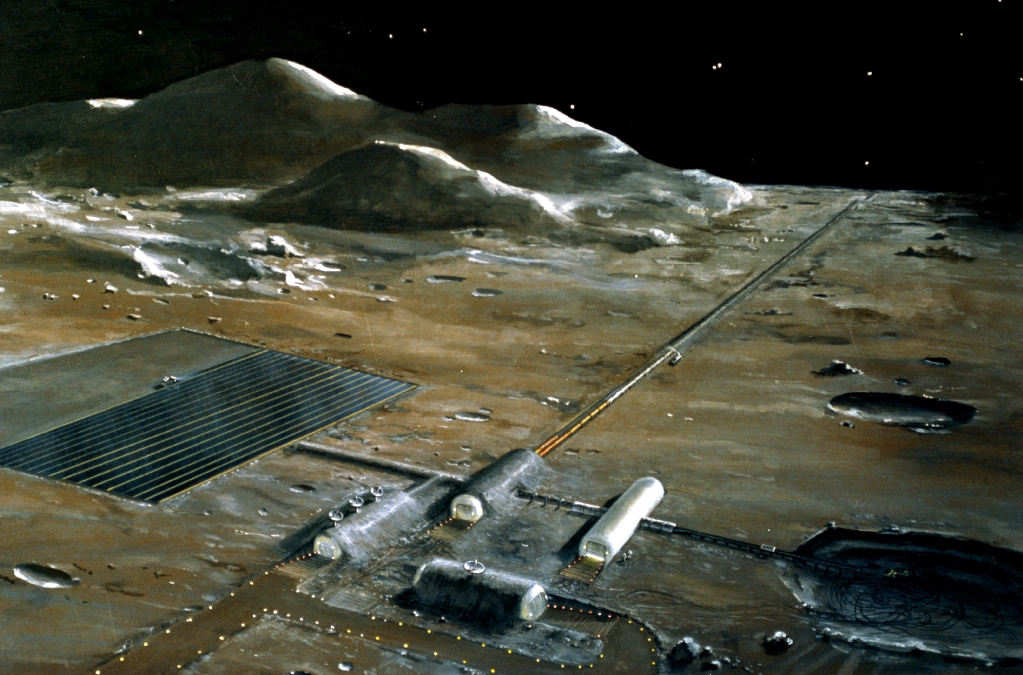
Лунная база с электромагнитной катапультой (протяжённое строение, уходящее за горизонт); эскиз НАСА

Колониза́ция Луны́ — гипотетическое заселение Луны человеком. Существующие планы по строительству на Луне обитаемых баз иногда считаются предварительным этапом заселения, но постоянное и автономное пребывание человека — намного более сложная цель и потребует решения многих задач. Впрочем, учитывая современное быстрое развитие технологий роботизации строительства и 3D-печати, идея колонизации Луны обретает характер осуществимой.
Колонизация Луны также издавна является предметом научно-фантастических произведений.

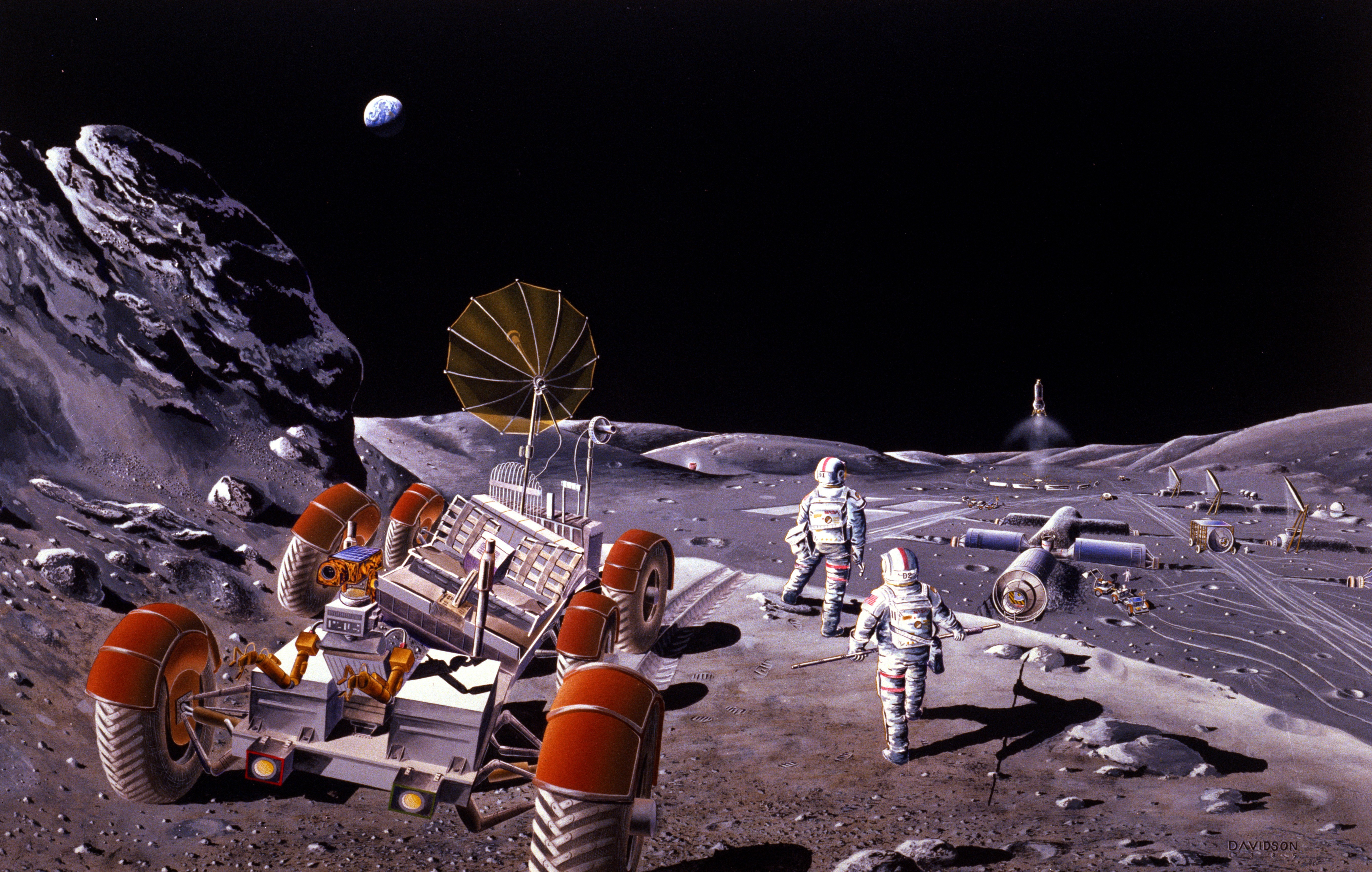
Концепт 1986 года

## Планы освоения
Замедлившееся развитие космической техники после 1970-х годов не позволяет думать, что колонизация космоса — легко достижимая и во всех случаях оправданная цель. В силу своей близости к Земле (три дня полёта) и достаточно хорошей изученности ландшафта, Луна уже давно рассматривается как кандидат для места создания человеческой колонии. Но хотя советские и американские программы исследования Луны продемонстрировали практическую осуществимость полёта на Луну (будучи при этом очень дорогостоящими проектами), они в то же время охладили энтузиазм создания лунной колонии. 
Несмотря на это, с развитием средств космонавтики и удешевлением космических полётов, Луна представляется первичным объектом для основания базы. Для учёных лунная база является уникальным местом для проведения научных исследований в области планетологии, астрономии, космологии, космической биологии и других дисциплин. Изучение лунной коры может дать ответы на важнейшие вопросы об образовании и дальнейшей эволюции Солнечной системы, системы Земля — Луна, появлении жизни. Отсутствие атмосферы и более низкая гравитация позволяют строить на лунной поверхности обсерватории, оснащённые оптическими и радиотелескопами, способными получить намного более детальные и чёткие изображения удалённых областей Вселенной, чем это возможно на Земле, а обслуживать и модернизировать такие телескопы гораздо проще, чем орбитальные обсерватории.
Луна обладает и разнообразными полезными ископаемыми, в том числе и ценными для промышленности металлами — железом, алюминием, титаном; кроме этого, в поверхностном слое лунного грунта, реголите, накоплен редкий на Земле изотоп гелий-3, который может использоваться в качестве топлива для перспективных термоядерных реакторов. В настоящее время идут разработки методик промышленного получения металлов, кислорода и гелия-3 из реголита; найдены залежи водяного льда.
Глубокий вакуум и наличие дешёвой солнечной энергии открывают новые горизонты для электроники, металлургии, металлообработки и материаловедения. Фактически условия для обработки металлов и создания микроэлектронных устройств на Земле менее благоприятны из-за большого количества свободного кислорода в атмосфере, ухудшающего качество литья и сварки, делающего невозможным получение сверхчистых сплавов и подложек микросхем в больших объёмах. Также представляет интерес выведение на Луну вредных и опасных производств.
Луна, благодаря своим впечатляющим ландшафтам и экзотичности, также выглядит как весьма вероятный объект для космического туризма, который может привлечь значительное количество средств на её освоение, способствовать популяризации космических путешествий, обеспечивать приток людей для освоения лунной поверхности. Космический туризм будет требовать определённых инфраструктурных решений. Развитие инфраструктуры, в свою очередь, будет способствовать более масштабному проникновению человечества на Луну.
Существуют планы использования лунных баз в военных целях для контроля околоземного космического пространства и обеспечения господства в космосе.
Директор Института космических исследований РАН Лев Зелёный считает, что приполярные области Луны можно использовать для размещения российской или международной научной базы.

## Гелий-3 в планах освоения Луны

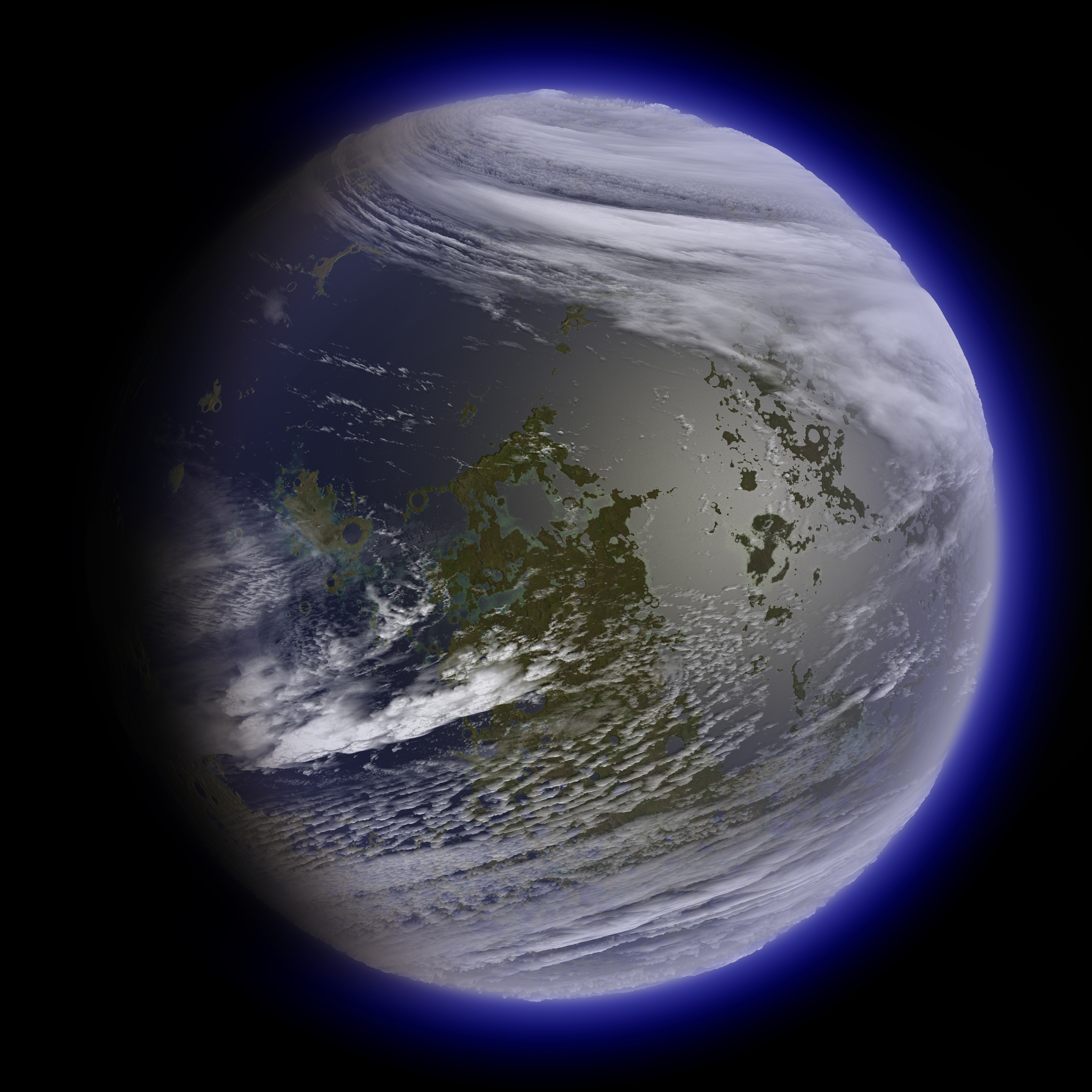
Терраформированная Луна, вид с Земли; рисунок художника

Присутствие гелия-3 в лунных минералах представители американского Национального агентства по космонавтике и аэронавтике США (НАСА) считают серьёзным поводом к освоению спутника, при этом первый полёт туда НАСА планирует осуществить в 2024 году. До сих пор США остаётся единственным государством, представители которого побывали на Луне — с 1969 по 1972 год туда было отправлено 6 американских пилотируемых экспедиций.
Китай и Россия планируют создание Международной лунной станции в 2030-е годы.
Создание станции — не только вопрос науки и государственного престижа, но и коммерческой выгоды. Гелий-3 — это редкий изотоп, стоимостью приблизительно 1200 долларов США за литр газа, необходимый в ядерной энергетике для запуска термоядерной реакции. На Луне его количество оценивается в тысячи тонн (по минимальным оценкам — 500 тысяч тонн). Плотность жидкого гелия-3 при температуре кипения и нормальном давлении равна 59 г/л, а в газообразном виде примерно в 1000 раз меньше, следовательно, 1 килограмм стоит более 20 миллионов долларов, а весь гелий — более 10 квадриллионов долларов (около 500 нынешних ВВП США).
Учёные считают, что гелий-3 можно будет применять в термоядерных реакторах. Чтобы обеспечивать энергией всё население Земли в течение года, по подсчётам учёных Института геохимии и аналитической химии им. В. И. Вернадского РАН, необходимо приблизительно 30 тонн гелия-3. Стоимость его доставки на Землю будет в десятки раз меньше, чем у вырабатываемой сейчас электроэнергии на атомных электростанциях.
При использовании гелия-3 не возникает долгоживущих радиоактивных отходов, и поэтому проблема их захоронения, так остро стоящая при эксплуатации реакторов на делении тяжёлых ядер, отпадает сама собой.
Однако существует и серьёзная критика этих планов. Дело в том, что для зажигания термоядерной реакции дейтерий+гелий-3 необходимо нагреть изотопы до температуры в миллиард градусов и решить задачу удержания нагретой до такой температуры плазмы. Современный технологический уровень позволяет удержать плазму, нагретую лишь до нескольких сотен миллионов градусов в реакции дейтерий+тритий, при этом почти вся энергия, полученная в ходе термоядерной реакции, затрачивается на удержание плазмы (см. ITER). Поэтому реакторы на гелии-3 многими ведущими учёными, например, академиком Роальдом Сагдеевым, выступившим с критикой планов Севастьянова, считаются делом отдалённого будущего. Более реальными с их точки зрения является разработка на Луне кислорода, металлургия, создание и запуск космических аппаратов, в том числе ИСЗ, межпланетных станций и пилотируемых кораблей.

## Вода
На поверхности Луны (миссии Дип Импакт (КА), Кассини (КА), Чандраян-1) и под её поверхностью (миссия LCROSS) в районе Южного и Северного полюсов обнаружена вода в виде льда, количество которого сильно зависит от освещенности Солнцем. Наличие воды очень важно для потенциальной лунной базы.

## Лунные электростанции
Ключевые технологии имеют, по оценке НАСА, уровень технологической готовности 7/10. Рассматривается возможность производства большого объёма электроэнергии, равного 1 ПВт. При этом стоимость лунного комплекса оценивается примерно в 200 трлн долл. США. В то же время стоимость производства сравнимого объёма электроэнергии наземными солнечными станциями — 8000 трлн долл. США, наземными термоядерными реакторами — 3300 трлн долл. США, наземными угольными станциями — 1500 трлн долл. США.
Помимо солнечных, на Луне возможно и построение эффективных геотермальных электростанций, поскольку температурный градиент Луны примерно в 60 раз больше, чем у Земли, и составляет не менее 2К/метр.

## Практические шаги

### Лунные базы в первой «Лунной гонке»
В ходе первой «лунной гонки» 1960-х годов (а также чуть ранее и позже) две космические сверхдержавы — США и СССР — имели планы сооружения лунных баз, которые не были реализованы.
В США прорабатывались аванпроекты лунных военных баз Лунэкс (Lunex Project) и Горизонт (Project Horizon), а также имелись технические предложения по лунной базе Вернера фон Брауна.
В первой половине 1970-х годов под руководством академика В. П. Бармина московскими и ленинградскими учёными разрабатывался проект долговременной лунной базы, в котором, в частности, изучались возможности обваловки обитаемых сооружений направленным взрывом для защиты от космического излучения (изобретения А. И. Мелуа с использованием технологий Альфреда Нобеля). Более детально, включая макеты экспедиционных транспортных средств и обитаемых модулей, был разработан проект лунной базы СССР «Звезда», который должен был быть реализован в 1970-х—1980-х годах как развитие советской лунной программы, свёрнутой после проигрыша СССР в «лунной гонке» с США. В 2022 году холдинг «Российские космические системы» опубликовал «Итоговый научно-технический отчет по теме „Галактика“» 1969 года, в котором поднимается вопрос о развитии космической радиоэлектроники, в том числе для будущей лунной базы.

### Lunar Oasis
В октябре 1989 года на 40-м конгрессе Международной авиационной федерации сотрудники НАСА Майкл Дьюк (англ. Michael Duke), глава подразделения исследований Солнечной системы Космического центра имени Линдона Джонсона в Хьюстоне, и Джон Ньехофф (англ. John Niehoff) из Science Applications International Corporation (SAIC) представили проект лунной станции Lunar Oasis. До сих пор этот проект считается весьма проработанным и интересным по ряду основных решений, одновременно оригинальных и реалистичных. Десятилетний проект Lunar Oasis предполагал три стадии, суммарно предусматривавшие 30 полётов, половина из которых пилотируемые (по 14 т груза); беспилотные старты оценивались по 20 т груза каждый.
Авторы называют стоимость проекта равным четырём программам «Аполлон», а это примерно $550 млрд в ценах 2011 года. Учитывая, что время реализации программы предполагалось весьма значительным (10 лет), ежегодные расходы на неё составили бы около $50 млрд. Для сравнения можно указать на то, что в 2011 году затраты на содержание американских войск в Афганистане достигли $6,7 млрд в месяц, или $80 млрд в год.

### Лунные базы во «Второй лунной гонке»
В начале XXI века открытие на полюсах Луны залежей льда стимулировало начало «второй лунной гонки» между США (программа «Артемида»), КНР (Лунная программа Китая), Россией (Российская лунная программа), Евросоюзом (программа «Аврора»), Японией и Индией. Все эти программы предусматривают создание на Луне баз.
НАСА разрабатывала космическую программу «Созвездие», в рамках которой должна разрабатываться новая космическая техника и создаваться необходимая инфраструктура для обеспечения полётов нового космического корабля к МКС, а также полётов на Луну, создания постоянной базы на Луне и в перспективе полётов на Марс. Задачу картографирования возможных будущих мест посадок и базы ранее решала в том числе станция Lunar Prospector. Пилотируемые полёты на Луну планировались с 2019—2020 гг. Однако по решению президента США Барака Обамы от 1 февраля 2010 года финансирование программы в 2011 году было прекращено.
В феврале 2010 года НАСА представило новый проект: «аватары» на Луне, который может быть реализован уже через 1000 дней.
Суть его заключается в организации экспедиции на Луну с участием роботов-аватаров (представляющих собой устройство телеприсутствия) вместо людей. В этом случае инженеры, занимающиеся организацией полета, избавляют себя от необходимости использования важных систем жизнеобеспечения, и благодаря этому применяется менее сложный и дорогой космический корабль.
Для управления роботами-аватарами эксперты НАСА предлагают использовать высокотехнологичные костюмы дистанционного присутствия (наподобие костюма виртуальной реальности). Один и тот же костюм могут «надевать» несколько специалистов из разных областей науки поочередно. К примеру, в ходе изучения особенностей лунной поверхности, управлять «аватаром» может геолог, а затем в костюм телеприсутствия может облачиться физик.
В мае 2019 года администратор НАСА Джим Брайденстайн объявил о начале программы Артемида (названной в честь греческой богини охоты, сестры Аполлона). Программа делится на два этапа: Первый этап включает высадку на Луну в 2027 году и включает в том числе: пилотируемый орбитальный облёт Луны Артемида-2, начало строительства международной окололунной станции Gateway, высадка экипажа с первой женщиной на Луне в миссии Артемида-3. Второй этап программы — полеты на Луну и создание лунной инфраструктуры. На лето 2019 года программа не получила должного финансирования. Планируется что пилотируемые полеты будут осуществлены с помощью РН SLS и корабля «Орион».
Амбициозный план Европейского Космического Агентства «Аврора», предусматривает в конечном итоге после 2030 года экспедиции и базы на Луне. Первая европейская лунная станция Смарт-1 в течение года и семи месяцев занималась картографированием поверхности Луны, а также построением карт залегания различных минералов.
О своих планах освоения Луны не раз заявлял и Китай. 24 октября 2007 года с космодрома Сичан был успешно запущен первый китайский спутник Луны Чанъэ-1. В его задачи входило получение стереоснимков, с помощью которых впоследствии изготовят объёмную карту лунной поверхности. В будущем КНР рассчитывает основать на Луне обитаемую научную базу. Согласно китайской программе, освоение естественного спутника Земли намечено на 2040—2060 годы. Проект лунной базы в Китае разрабатывается под руководством генерального конструктора Лунной программы Китая У Вэйжэня. В 2021 году была достигнута договорённость строить Международную лунную станцию совместно с Россией. Вопрос присоединения к этому проекту рассматривает Европейское космическое агентство.
Японское агентство аэрокосмических исследований планировало к 2030 году ввести в строй обитаемую станцию на Луне — на пять лет позже предполагавшихся ранее сроков. В 2007 году космической станцией «Кагуя» Япония начала орбитальные исследования Луны. В марте 2010 года Япония решила отказаться от пилотируемой лунной программы из-за её чрезмерной затратности в пользу роботизированных поселений.

### Индийская лунная программа
Индия в 2008 году послала к Луне первую АМС «Чандраян-1» с целью трёхмерного топографирования и радиозондирования для составления карты химических элементов поверхности в поисках металлов, воды и гелия-3. Первая посадочная миссия, Чандраян-2, окончилась в 2019 году неудачей, однако уже на 2023 год Индийская организация космических исследований планирует аналогичную миссию Чандраян-3, а на 2024 — Чандраян-4, обе с луноходами.

### Российская лунная программа XXI века

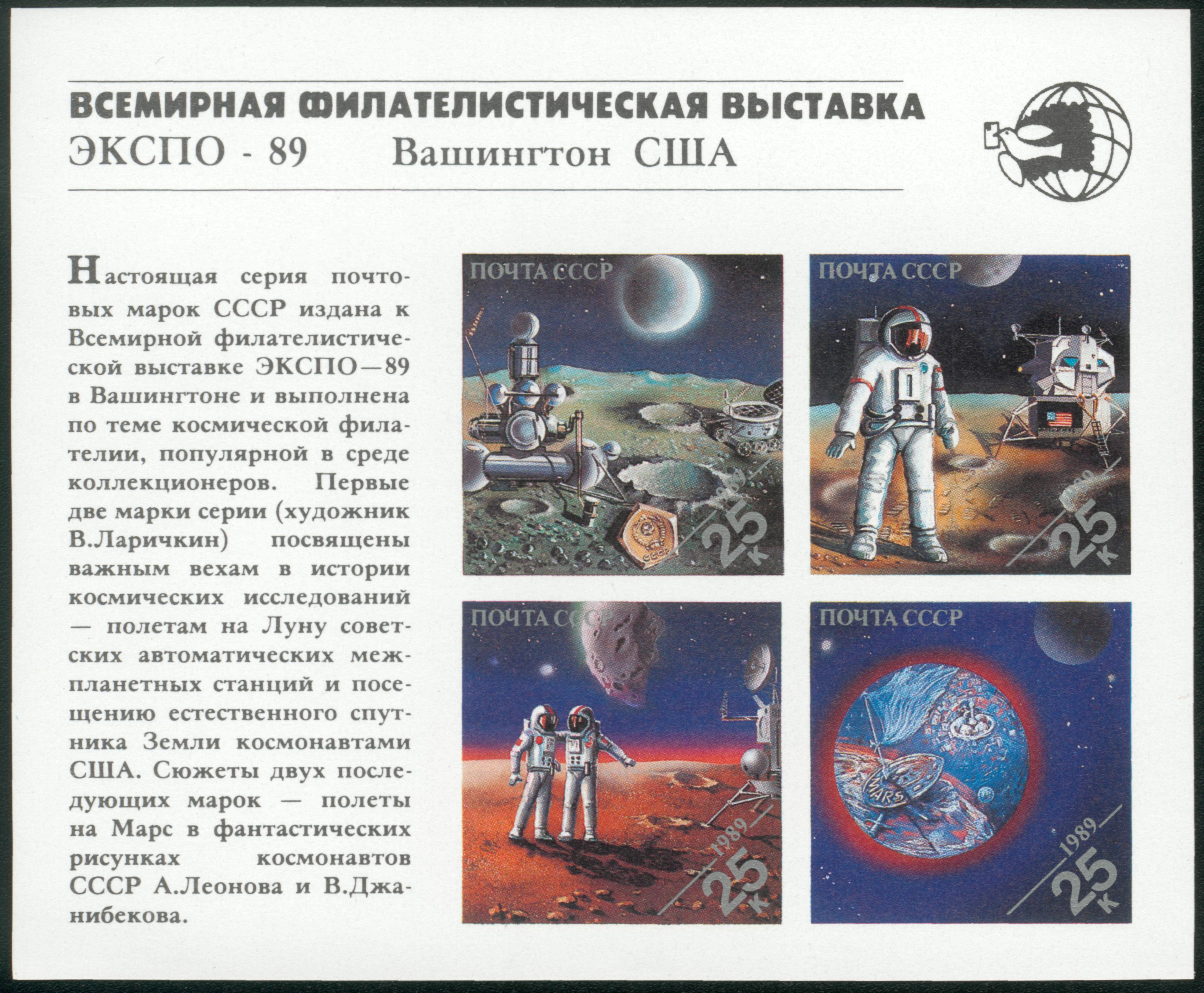
Иллюстрация освоения Луны и Марса на совместном американо-советском почтовом блоке 1989 г.

В 2007 году Роскосмос объявил о плане, включающем в себя высадку человека на Луне к 2025 году и развёртывание там постоянной лунной базы несколько лет спустя.
В 2014 году стало известно о проекте концепции российской лунной программы, в которой предложены три этапа:
- 1 этап 2016—2025 годов. Предполагает отправку на Луну автоматических межпланетных станций «Луна-25», «Луна-26», «Луна-27» и «Луна-28». Они должны будут определить состав и физико-химические свойства лунного полярного реголита с водяным льдом и другими летучими соединениями. Кроме того, задачей аппаратов станет выбор наиболее перспективного района в области Южного полюса Луны для будущего развёртывания там полигона и лунной базы[27].
- 2 этап 2028—2030 годов. Включает пилотируемые экспедиции на орбиту Луны без высадки на её поверхность[27].
- 3 этап 2030—2040 годов. Включает высадку космонавтов в районе потенциального размещения лунного полигона[14] и развёртывание первых элементов инфраструктуры из лунного вещества. В частности, предлагается начать строить элементы лунной астрономической обсерватории, а также объектов для мониторинга Земли[27].

К 2050 году планируется построить обитаемую базу и полигон по добыче полезных ископаемых.
В 2015 году появились сообщения о задержке этих планов на несколько лет от заявленного графика, в связи с уменьшением финансирования.

### Европейский проект
В апреле 2018 года Европейское космическое агентство объявило о начале работ над проектом создания постоянной базы на поверхности Луны. Проект создания базы рассчитан на четыре этапа, с 2020 по 2062 года.
- Первый этап (2020—2030 года) — картографирование поверхности Луны и разработка тяжелой ракеты-носителя «Криптон», разгонного и посадочного лунных модулей[30].
- Второй этап (2030—2032 года) — определение места будущей базы, доставка «Криптоном» четырёх космонавтов и модулей для создания самой базы, вывод на орбиту космической станции[30].
- Третий этап (2032—2042 года) — доставка и монтаж командного и ремонтного модулей, энергетической установки питания базы и лунохода[30].
- Четвёртый этап (2042—2062 года) — создание систем жизнеобеспечения, производственной базы и обсерватории, запуск к 2062 году постоянной базы без необходимости постоянного пребывания человека на Луне[30].

## Проблемы

### Радиация и микрометеориты
Длительное присутствие человека на Луне будет требовать решения ряда проблем. Так, атмосфера Земли и магнитное поле задерживает бо́льшую часть солнечной радиации. В атмосфере также сгорает множество микрометеоритов.
На Луне без решения радиационной и метеоритной проблем невозможно создание условий для нормальной колонизации. Во время солнечных вспышек создаётся поток протонов и других частиц, способных представлять угрозу для космонавтов. Однако эти частицы обладают не слишком большой проникающей способностью, и защита от них является решаемой проблемой. Кроме того, данные частицы обладают низкой скоростью, а значит, есть время для того, чтобы спрятаться в антирадиационные укрытия. Гораздо большую проблему представляет жёсткое рентгеновское излучение. Расчёты показали, что астронавт после 100 часов на поверхности Луны с вероятностью 10 % получит опасную для здоровья дозу (0,1 Грея). В случае же солнечной вспышки опасную дозу можно получить в течение нескольких минут.
Заведующий отделом радиационной безопасности пилотируемых космических полетов ИМБП РАН Вячеслав Шуршаков в интервью СМИ сообщил, что во время миссий к Луне дозы радиации приемлемы. Согласно опубликованным данным по лунным экипажам США, десятидневная миссия эквивалентна полету на орбите Земли в течение 20 суток: общая доза составит примерно 12 мЗв. Исходя из сегодняшних знаний о космической радиации, специалисты ИМБП РАН допускают полет к Луне длительностью от нескольких недель до двух месяцев. Директор НИИЯФ МГУ Михаил Панасюк считает, что пребывание человека на Луне должно быть ограничено сроками от полутора месяцев при максимуме солнечной активности и до года в минимуме цикла солнечной активности, однако эти оценки не учитывают тяжелые заряженные частицы и нейтронное излучение.
Благодаря данным по всем видам излучения, которые могут представлять опасность для человека (потоки заряженных частиц (электроны и атомные ядра), нейтроны и гамма-лучей), собранным спускаемым аппаратом китайской миссии «Чанъэ-4» в период с января по сентябрь 2019 года, ученые пришли к выводу, что уровень облучения на Луне составляет 1369 мкЗв в сутки или 500 мЗв/год (на борту МКС он в 1,9 раза ниже: 731 мкЗв в сутки или 266 мЗв/год). Допустимым уровнем облучения персонала АЭС В России является доза — 20 мЗв/год, в СССР, США и Японии — 50 мЗв/год, или однократно 200 мЗв с последующим отстранением от радиационно опасных работ.

### Лунная пыль
Отдельную проблему представляет лунная пыль. Лунная пыль состоит из острых частиц (поскольку нет сглаживающего влияния эрозии), а также обладает электростатическим зарядом. В результате лунная пыль проникает везде и, обладая абразивным действием, уменьшает срок работы механизмов (а попадая в лёгкие, — становится смертельной угрозой здоровью человека и может вызвать рак лёгких). У некоторых людей лунная пыль способна вызвать аллергическую реакцию организма.

### Низкая гравитация
Сила тяжести у поверхности Луны составляет всего 16,5 % от земной (в 6 раз слабее), поэтому для долговременного пребывания человека на Луне рассматриваются варианты создания искусственной силы тяжести с помощью центрифуг, обеспечивающих земной уровень гравитации, необходимый для нормального функционирования организма.

### Коммерческая составляющая
Коммерциализация также не очевидна. Необходимость в больших количествах гелия-3 пока отсутствует. Наука ещё не смогла достичь контроля над термоядерной реакцией. Самым многообещающим проектом в этом отношении на данный момент (середина 2019 года) является масштабный международный экспериментальный реактор ИТЭР, строительство которого предполагается закончить к 2025 году. После этого последует порядка 20 лет экспериментов. Промышленное использование термоядерного синтеза ожидается не ранее 2050 года по самым оптимистическим прогнозам. В связи с этим, до этого времени добыча гелия-3 не будет представлять промышленного интереса. 
Такое положение вещей приводит к тому, что высказываются предложения (см. Роберт Зубрин «A Case for Mars») освоение космоса сразу начинать с Марса.

## Фантастика
Постоянное обитание человека на другом небесном теле (за пределами Земли) уже давно является постоянной темой в научной фантастике, что говорит об устойчивом стремлении человечества к покорению космических тел Солнечной системы.

## В искусстве
- «Добыча полезных ископаемых на Луне» (англ. Mining the Moon) — научно-популярный фильм, снятый Discovery в 2011 году.
- «Луна 2112» — художественный фильм о лунной базе, по сюжету базой управляет один человек, на ней ведется добыча гелия-3.
- «Железное небо» — художественный фильм о политико-социальных проблемах и гонке вооружений через призму коммерциализированной индустрии добычи гелия-3.
- «Wolfenstein: The New Order» (рус. «Вольфенштайн: Новый Порядок») — видеоигра в стиле ретрофутуризма, рассказывающая об альтернативной реальности, в которой Третий Рейх победил во Второй мировой войне и добился колоссальных успехов в науке и технике: высокие технологии позволили нацистам построить базу на Луне.
- Prey: Mooncrash — видеоигра, действие которой происходит на колонизированной Луне.
- «Пространство» — телесериал, описывающий колонизацию солнечной системы человечеством в недалёком будущем, включая постоянные обитаемые станции на Луне и других небесных телах.